# IFK Lidingö FK
IFK Lidingö FK är en svensk fotbollsklubb, baserad på Lidingö utanför Stockholm.
IFK Lidingö FK grundades 1 januari 1986, men härstammar från IFK Lidingö som grundades redan 1932. A-laget och de flesta äldre ungdomslagen spelar sina matcher på Lidingövallen. Klubbens främsta meriter är främst på ungdomssidan där de bland annat vann Ligacupen U16 med pojkar 99. Herrarnas A-lag har som högst varit uppe i division 2. Lidingö har även deltagit i Svenska cupen flera gånger, och säsongen 1987/1988 nådde man kvartsfinal där man förlorade på övertid mot blivande finalisten Örebro SK. Damlagets främsta merit är en jumboplats i Damallsvenskan 1996, där man var nykomlingar.

## Ungdomslag
Klubbens ungdomssektion är en av Sveriges största, och flera talangfulla årgångar har spelat i Pojkallsvenskan. Lidingös pojkar födda 1994 vann även Nike Premier Cup Stockholm 2008 och fick representera Stockholm i den inofficiella turneringen VM för klubblag. Pojkar 1999 vann Ligacupen U16, 2015, efter 3-1 mot Malmö FF i finalen. 2017 tog sig pojkar 2001 till finalspelet i Ligacupen där det slutade med en fjärdeplats efter att han förlorat semifinalen mot Västra Frölunda som senare även vann finalen. 
2016 vann pojkar födda 1999 U17 division 1 Svealand och kvalificerade klubben till Pojkallsvenskan 2017. År 2016 kvalificerade sig klubben även för Juniorallsvenskan 2017 genom en andra plats i U19 division 1 Svealand.
Föreningen har fostrat flera spelare som deltagit i ungdomslandskamper, på både flick- och pojksidan.

## Spelare

### Truppen
| Nr | Land    | Pos | Namn                     |
| -- | ------- | --- | ------------------------ |
| 1  | Sverige | MV  | Niklas Martvall Kakoseos |
| 2  | Sverige | F   | Simon Gustafsson         |
| 3  | Sverige | F   | Lukas Nilsson            |
| 4  | Sverige | F   | Daniel Johnsson          |
| 6  | Sverige | MF  | Ismail Okur              |
| 7  | Sverige | F   | Rikard Lindqvist         |
| 8  | Sverige | MF  | Viktor Liljeström        |
| 9  | Sverige | A   | Vincent Poppler          |
| 10 | Sverige | A   | Simon Miedinger          |
| 11 | Sverige | A   | Jesper Stokki            |
| 12 | Sverige | A   | Felix Bågedal            |
| 13 | Sverige | F   | Max Wahlman              |
| 14 | Sverige | MF  | Calle Sjöberg            |

| Nr | Land    | Pos | Namn                    |
| -- | ------- | --- | ----------------------- |
| 15 | Sverige | MF  | Marcus Olofsson         |
| 16 | Sverige | MF  | William Yng             |
| 17 | Sverige | F   | Robin Karlström         |
| 18 | Sverige | MF  | Sami Baiche             |
| 19 | Sverige | A   | Hugo Jesslén            |
| 20 | Sverige | MF  | Fredrik Skilberg        |
| 22 | Sverige | F   | Malvin Dahlqvist Ulmaja |
| 26 | Sverige | A   | Biko Dahlqvist Ulmaja   |
| 27 | Sverige | MF  | Carl Annerstedt Nedstam |
| 31 | Sverige | MV  | Alexander Johansson     |
| -  | Sverige | MV  | Simon Flygar            |
| -  | Sverige | MF  | William Sonntag         |

### Gamla IFK Lidingö-spelare
- Mikael Dorsin
- Magnus Pehrsson
- Aziz Corr Nyang
- Therese Brogårde
- Jacob Widell Zetterström

## Herr placering senaste säsonger
| Säsong | Division   | Typ av serie        | Placering | Anmärkningar |
| ------ | ---------- | ------------------- | --------- | ------------ |
| 1993   | Division 3 | Norra Svealand      | 11        | Nedflyttning |
| 1994   | Division 4 | Stockholm Norra     | 1         | Uppflyttning |
| 1995   | Division 3 | Östra Svealand      | 5         |              |
| 1996   | Division 3 | Östra Svealand      | 4         |              |
| 1997   | Division 3 | Östra Svealand      | 12        | Nedflyttning |
| 1998   | Division 4 | Stockholm Mellersta | 1         | Uppflyttning |
| 1999   | Division 3 | Östra Svealand      | 8         |              |
| 2000   | Division 3 | Östra Svealand      | 6         |              |
| 2001   | Division 3 | Östra Svealand      | 1         | Uppflyttning |
| 2002   | Division 2 | Östra Svealand      | 11        | Nedflyttning |
| 2003   | Division 3 | Norra Svealand      | 11        | Nedflyttning |
| 2004   | Division 4 | Stockholm Mellersta | 8         |              |
| 2005   | Division 4 | Stockholm Mellersta | 1         |              |
| 2006   | Division 3 | Norra Svealand      | 10        | Nedflyttning |
| 2007   | Division 4 | Stockholm Mellersta | 12        | Nedflyttning |
| 2008   | Division 5 | Stockholm Mellersta | 5         |              |
| 2009   | Division 5 | Stockholm Mellersta | 7         |              |
| 2010   | Division 5 | Stockholm Mellersta | 1         | Uppflyttning |
| 2011   | Division 4 | Stockholm Norra     | 4         |              |
| 2012   | Division 4 | Stockholm Norra     | 3         |              |
| 2013   | Division 4 | Stockholm Mellersta | 7         |              |
| 2014   | Division 4 | Stockholm Mellersta | 4         |              |
| 2015   | Division 4 | Stockholm Mellersta | 2         | Uppflyttning |
| 2016   | Division 3 | Östra Svealand      | 1         | Uppflyttning |
| 2017   | Division 2 | Norra Svealand      | 6         |              |